# Humbucker
 (juillet 2025).
Si vous disposez d'ouvrages ou d'articles de référence ou si vous connaissez des sites web de qualité traitant du thème abordé ici, merci de compléter l'article en donnant les références utiles à sa vérifiabilité et en les liant à la section « Notes et références ».

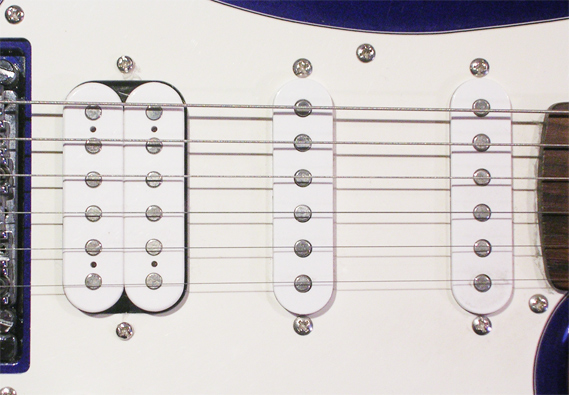
Un micro Humbucker (à gauche) et deux micros single coil sur une guitare Fender Stratocaster

Le Humbucker est un modèle de micro pour guitare électrique déposé par la firme Gibson en 1955.

## Caractéristiques
Avant cette invention, les guitares électriques sont pourvues de micros « simple bobinage » (single coil). Sur ce type de micro les parasites dus aux champs magnétiques environnants, provenant de transformateurs électriques ou de lampes fluorescentes, produisent un bruit de fond indésirable ( « hum » en anglais). Un ingénieur de chez Gibson, Seth E. Lover, trouve une solution à ce problème en connectant deux micros « simples » montés à la fois magnétiquement et électriquement en opposition de phase. 
De cette façon, le signal provenant des cordes, qui dépend à la fois de la polarisation magnétique et du sens des bobinages, est en phase sur les deux éléments, et se renforce ; tandis que les perturbations, qui s'appliquent à peu près également aux deux éléments et ne dépendent que du sens du bobinage, se neutralisent. Outre ses caractéristiques électriques, le humbucker, dont le nom signifie « nettoyeur de bourdonnement », est connu pour produire un son « chaud » et puissant, contrairement aux micros « simples » préférés pour leur son clair et cristallin. En raison du niveau de sortie plus élevé, la saturation « durable » (sustain en anglais) est atteinte avec un gain plus faible (certains micros simple bobinages peuvent posséder une attaque très puissante). De plus, il est adapté à un jeu avec saturation élevée, notamment en raison de l'atténuation des parasites (qui sont amplifiés en même temps que le signal et deviennent très gênants à gain élevé), [réf. nécessaire].
Comme les autres micros magnétiques, les humbuckers sont munis d'un ou plusieurs aimants, soit constitués d'un alliage métallique « classiques » (Alnico le plus souvent), soit de type aimant céramique :
- Les aimants Alnico (souvent Alnico 2, Alnico 3, Alnico 4, Alnico 5 ou Alnico 8) offrent un son plus « chaleureux ». L'indice exprime la teneur en cobalt.
- Les aimants céramiques sont constitués de fer magnétique et d'éléments complémentaires tel que le baryum et le strontium. Ils sont assemblés par frittage en barres sous hautes pression et température. Ils  permettent une restitution très dynamique des vibrations des cordes ; les guitaristes estiment généralement qu'ils offrent un son plus précis, dynamique, froid et plus puissant.

Les micros dits « modernes », souvent qualifiés de high output, sont souvent équipés d'aimants en céramique et sont plutôt recherchés par les guitaristes de metal ou hard rock, contrairement aux micros « vintage » qui ont un son plus clair et plus chaud, avec des aimants le plus souvent en Alnico, plutôt utilisés par les musiciens de rock, blues ou jazz.
Certains micros humbucker ont les deux bobinages montés en série, d'autres permettent de choisir la façon dont les bobinages seront combinés, soit parallèle soit série, en disposant de quatre fils (plus un pour la masse), ce qui permet de traiter le signal de sortie de chaque bobinage de façon séparée.